# Alger Island
Alger Island är en ö i Australien. Den ligger i territoriet Northern Territory, omkring 560 kilometer öster om territoriets huvudstad Darwin. Arean är 8,8 kvadratkilometer. Den sträcker sig 6,3 kilometer i nord-sydlig riktning, och 5,6 kilometer i öst-västlig riktning.